# Cà ri Penang

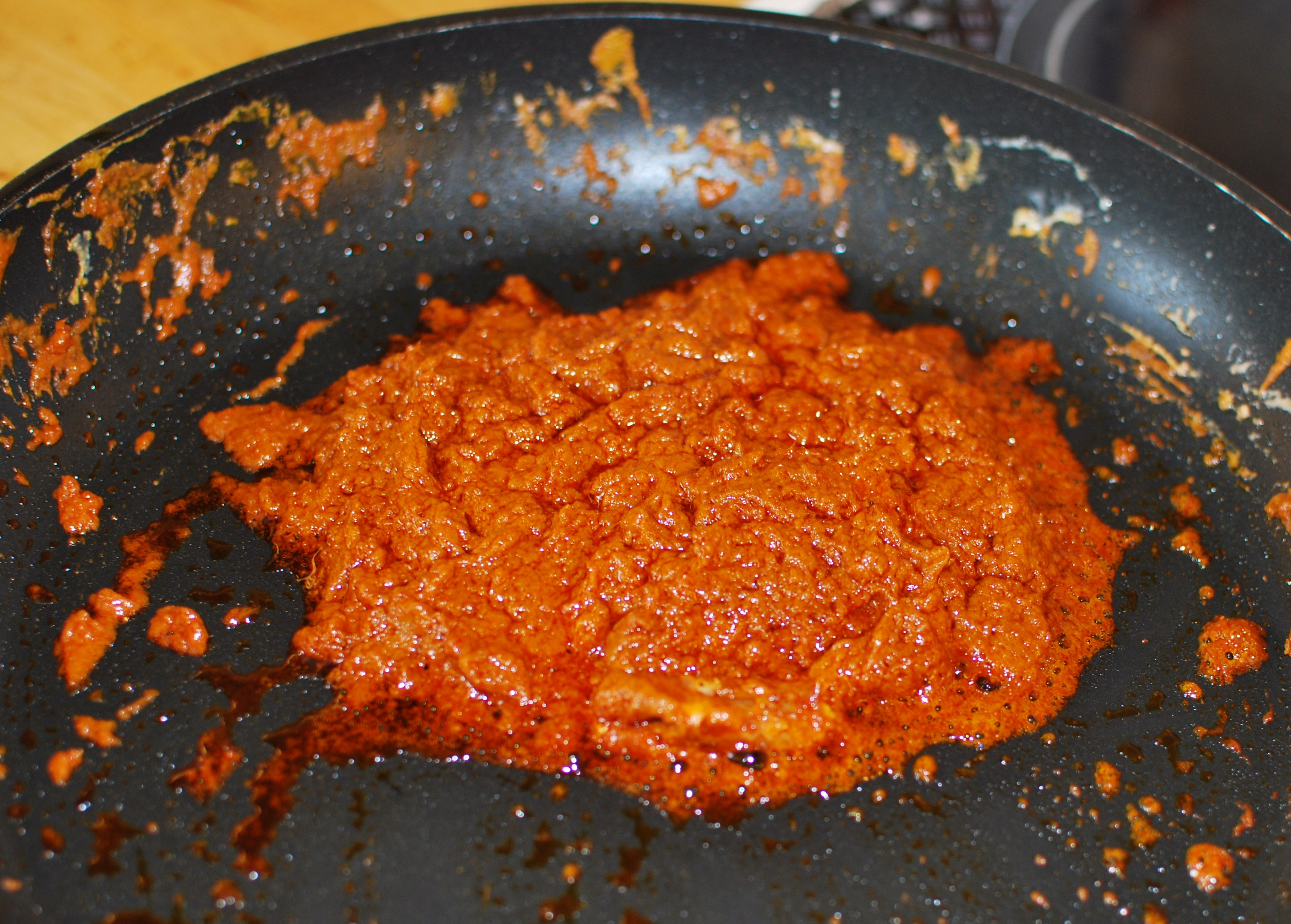
Bột cà ri Penang nấu với nước dảo dừa để làm thành cà ri

Cà ri Phanaeng, hay cà ri Penang, (พะแนง-pʰā.nɛ̄ːŋ) là một loại cà ri Thái có vị dịu hơn các loại cà ri Thái khác. Theo truyền thống, nó gồm có ớt, riềng, sả, rễ ngò, hột ngò, hạt thì là Ai Cập, tỏi, và muối, và thỉnh thoảng có thêm hành tím, đậu phộng, và mắm tôm. Một loại cà ri Penang phổ biến là cà ri bò. Phiên bản truyền thống có thịt bò cắt sợi dài, lá trấp (hay còn gọi là lá chanh kaffir), nước cốt dứa, tương cà ri Penang, đường thốt nốt và nước mắm. Đây là loại cà ri khô, có rất ít nước, chỉ trừ một lượng nước dừa đặc sệt. Đối với người ăn chay, có thể dùng đậu hũ thay thế cho thịt bò.